# 浦島芋螺
浦島芋螺（学名：Conus urashimanus）为芋螺科芋螺屬下的一个种。